# 周星模
周星模，香港商人，日健日本食品有限公司總裁、香港餐務管理協會名譽會長。因從日本引進うどん到香港，並為取名為「烏冬」，而被稱為「香港烏冬之父」。除烏冬外他還把wasabi、甜品醋、日本酒、日本年糕等日本食品引進香港。2010年獲日本農林水產省頒授日本食品海外普及獎。